# Rubén López de la Torre
Rubén López De La Torre Sánchez (Madrid, 13 de marzo de 2002) es un jugador de baloncesto español. Con 2,06 metros de altura, juega en la posición de ala-pívot que actualmente pertenece a la plantilla del UCAM Murcia CB de la Liga Endesa.

## Trayectoria
Se inició en el mundo del baloncesto a los 5 años (2007), asistiendo  a las clases que impartía la Fundación del Real Madrid Baloncesto en el polideportivo de Valdebernado -Vicalvaro- Madrid.
En la temporada 2011-2012, formó parte del equipo Benjamín Federado del Colegio Menesiano, participando en el Campeonato de Madrid de Clubs Minibasket. En 2012 ingresó en el equipo Alevín de Distrito Olímpico de Madrid donde jugó durante dos temporadas, logrando el campeonato y subcampeonato alevines de Madrid.
En 2014, firmó por el Real Madrid Baloncesto, donde permaneció durante 5 temporadas jugando en los equipos infantil, cadete, júnior y Liga EBA. Rubén lograría los títulos de Minicopa de España, Campeonato de España de clubs infantil, cadete y júnior, Campeonatos de Madrid y destacaría el título de Campeón de la Euroliga Junior en 2019 disputada en Vitoria.
En la temporada 2019-20, firma por el Club Baloncesto Gran Canaria y es asignado su equipo júnior y al filial de Liga EBA. 
El 6 de diciembre de 2020, debuta en Liga ACB, en un encuentro frente al FC Barcelona, a la edad de 18 años.
El 10 de marzo de 2021, debutó en EuroCup frente al Unics Kazan.
La temporada 2022-23, forma parte la plantilla del equipo ACB participando en la Liga Endesa.
Campeón de la Eurocup temporada 2022-2023 con Baloncesto Gran Canaria.
El 19 de marzo de 2023, es cedido al Força Lleida Club Esportiu de la Liga LEB Oro.
La temporada 2023-24, forma parte la plantilla del equipo ACB  Dreamland Gran Canaria participando en la Liga Endesa.
El 8 de agosto de 2024, firma por el Real Betis Baloncesto de la Liga LEB Oro.
El 29 de julio de 2025, firma por el UCAM Murcia de la liga ACB española.

### Selección española
Rubén ha sido internacional sub-14, sub-15, sub-16 y sub-19. En 2017, con la sub-16 disputaría el Campeonato de Europa en Podgorica (Montenegro) que acabaría en séptima posición. 
En 2018, con la sub-16, disputaría el Campeonato de Europa en Novi Sad (Serbia) que acabaría como subcampeón.
En 2021 disputó el Mundial sub-19 en Riga (Letonia) con la selección española, alcanzando la 5.ª posición.